# Karel Fiala (architekt)
Karel Fiala (29. listopadu 1862 Blatná – 3. dubna 1939 Praha) byl český architekt, který se především významně podílel na stavebně-historickém průzkumu, úpravách a dostavbě Pražského hradu a některých dalších památek.

## Životopis
V roce 1877 jako patnáctiletý odešel studovat do Vídně, kde v roce 1881 absolvoval Vyšší průmyslovou školu stavební (Erste österreichische höhere Baugewerbeschule). Svou stavitelskou praxi začínal jako kreslič plánů pro stavební firmu Buldr a Štěrba, která se podílela na dokončování a výzdobě kostela sv. Cyrila a Metoděje v Karlíně. Tehdejší karlínský kaplan Ferdinand Josef Lehner jej doporučil architektu Josefu Mockerovi, který již od roku 1873 řídil práce Jednoty pro dostavbu chrámu sv. Víta na Pražském hradě. V roce 1886 zaměstnal Karla Fialu ve své projekční kanceláři, kde zaměřoval a kreslil detaily architektury pražského chrámu sv. Víta, chrámu sv. Barbory v Kutné Hoře a kostela sv. Bartoloměje v Kolíně. Fiala se podílel také na projektu regotizace hradu Karlštejna.
Po vykonání stavitelské zkoušky v roce 1890 se Karel Fiala několik let věnoval samostatné stavitelské činnosti ve firmě Karel Fiala & Ferdinand Korb, která se podílela na úpravách několika činžovních domů (např. dům V Bílém domku ve Všehrdově ulici v Praze na Újezdě), ale také na projektu rekonstrukce kostela sv. Apolináře. V roce 1905 postavil Karel Fiala pro svého bratra Teodora Fialu, hostinského a řezníka v Blatné, výletní restauraci nazývanou Vila Fiala nebo také Krčkovna, která je od roku 2019 památkově chráněna. Fiala v Blatné stojí i za návrhem podoby školy, radnice a spořitelny. Současně se Karel Fiala dále zabýval průzkumem a dokumentováním stavebních památek. V kostele Panny Marie pod Řetězem v Praze na Malé Straně odkryl a zdokumentoval románskou část stavby a navrhl regotizaci kostela. Pro rodnou Blatnou vyprojektoval opravu kostela Nanebevzetí Panny Marie (ta se pak kvůli vypuknutí první světové války nerealizovala). Za plány dostavby kostela Panny Marie Sněžné v Praze, kostela Nanebevzetí Panny Marie v Blatné a rekonstrukce kaple Božího Těla na pražském Karlově náměstí získal na výstavě architektury a inženýrství v Praze roku 1898 zlatou medaili; brzy poté byl jmenován členem pražské městské uměleckohistorické komise.
Když v roce 1899 zemřel Josef Mocker a jeho funkci hlavního architekta pražského hradu převzal Kamil Hilbert, začal Karel Fiala opět pracovat pro Jednotu pro dostavbu chrámu sv. Víta a zvýšil se i jeho zájem o průzkum historických staveb na pražském hradě. Zaměřil se zejména na jeho nejstarší části, především Starý královský palác. Jeho činnost, kombinující přesné zaměření staveb, kresebnou dokumentaci i práci s archivními prameny, je považována za jeden z počátků odborných postupů označovaných jako stavebně-historický průzkum.
Po rezignaci Kamila Hilberta na funkci hlavního architekta dostavby chrámu sv. Víta a stavebních úprav pražského hradu byl v roce 1920 Karel Fiala pověřen funkcí stavitele pražského hradu. Zároveň ale vytvořil prezident Masaryk také úřad architekta pražského hradu, kterým se stal slovinský architekt Jože Plečnik. Ve spolupráci Plečnika s Fialou se objevily neshody, jejichž příčinou mohly být odlišné představy o péči o hradní areál. Zatímco Plečnik navrhoval především úpravy v moderním stylu, památkář Fiala usiloval o konzervaci a rekonstrukci této památky. Od roku 1924 byly proto Plečnikovi (a po jeho odchodu v roce 1936 Pavlu Janákovi) svěřeny úpravy novějších částí, kdežto Fiala se zaměřil na průzkum a rekonstrukci nejstarších částí. Při opravách dbal i na dodržování technologií, co nejvíce blízkých původním historickým postupům. Také proto je oceňován jako jeden ze zakladatelů moderní památkové péče.
Krátce po odchodu do penze v roce 1939 Karel Fiala zemřel, pohřben je na břevnovském hřbitově.

## Rodinný život
S manželkou Matyldou roz. Fuchsovou (* 1868) se oženil v květnu roku 1891; žili v Praze a měli spolu dceru Miladu (* 1893) a syna Františka (1895–1957), který byl žákem Jana Kotěry a Josefa Gočára a byl rovněž úspěšným stavitelem.

## Dílo
- Vila Fiala, Blatná, 1905
- Radnice, Blatná
- Spořitelna, Blatná
- Základní škola J. A. Komenského, Blatná

## Galerie

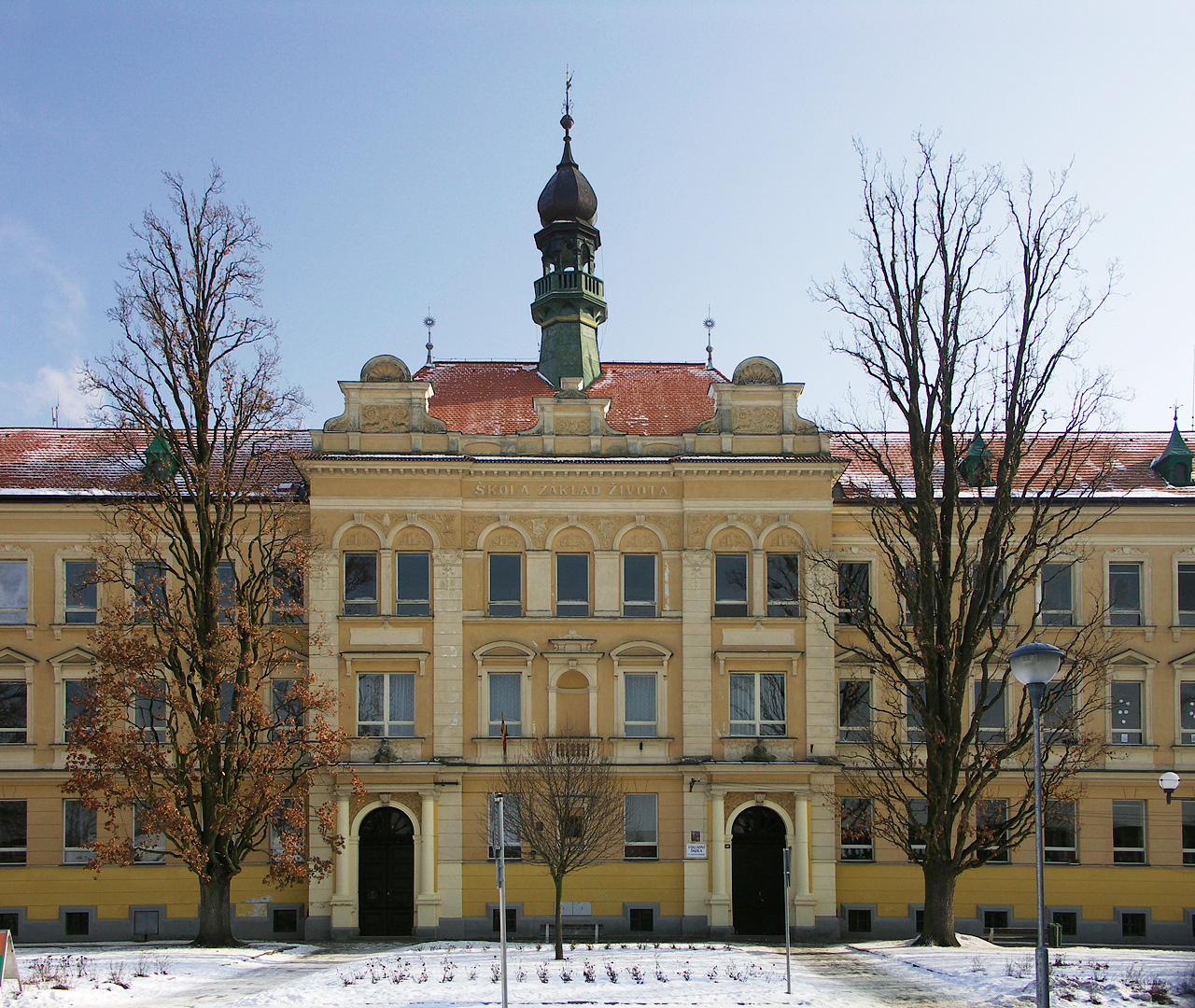
ZŠ J. A. Komenského, Blatná
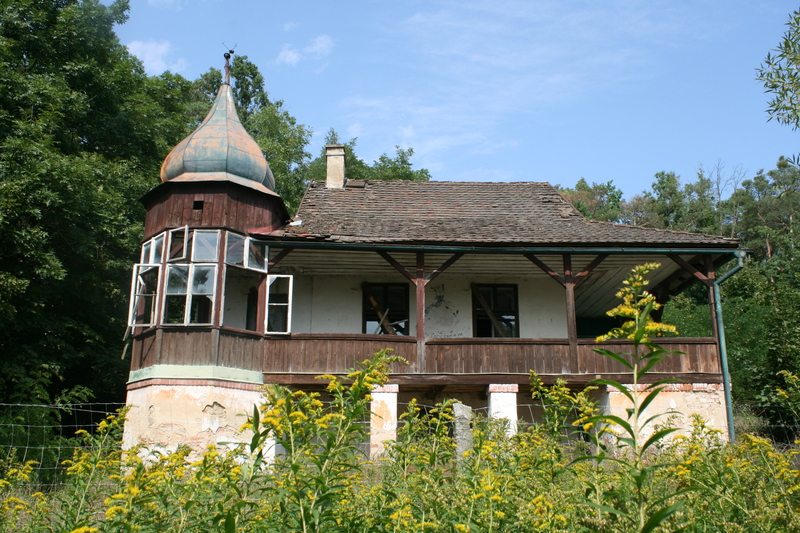
Vila Fiala, Blatná, 1905
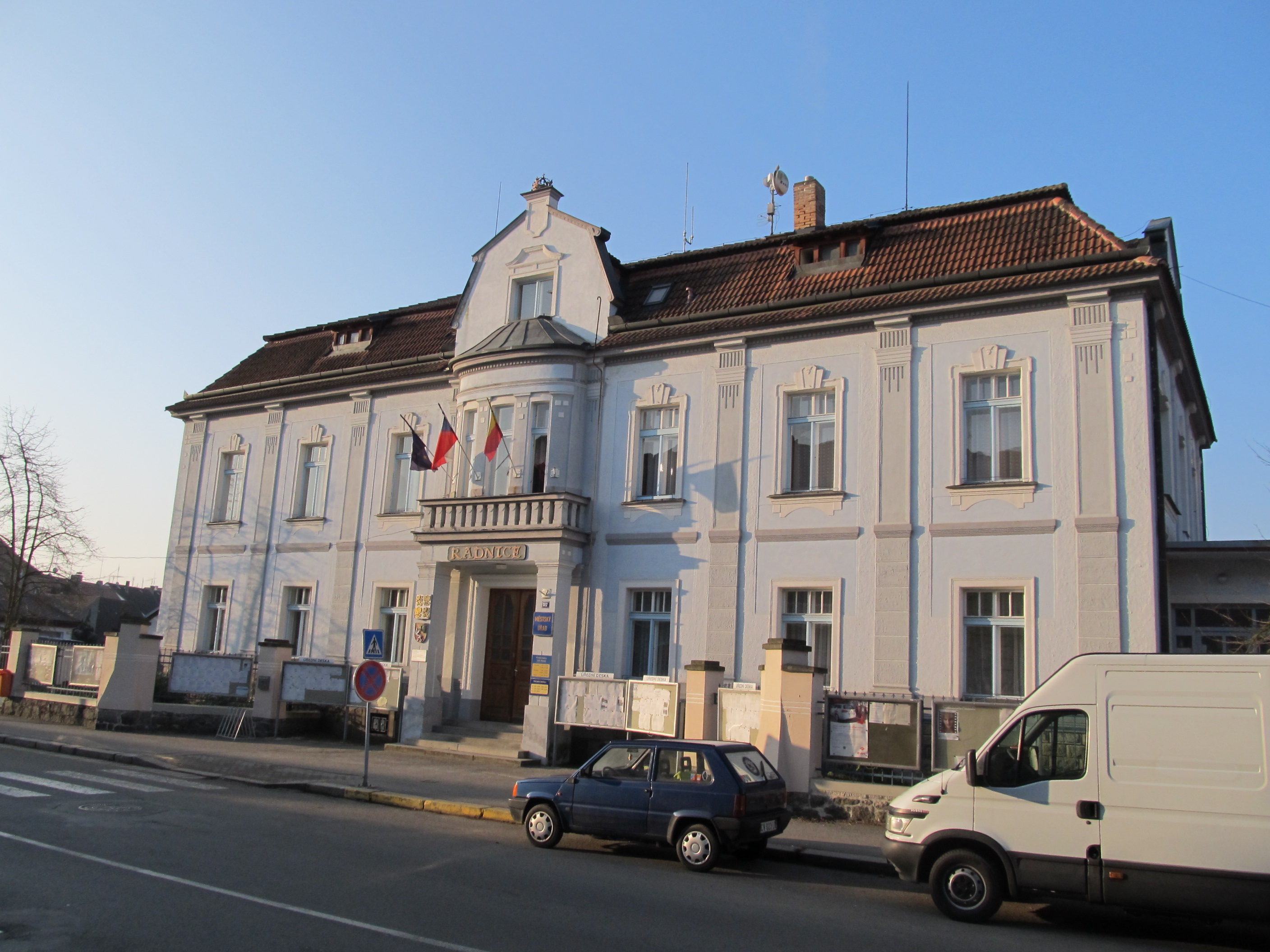
Radnice, Blatná